# Der besondere Tag: Fernfahrer
Fernfahrer ist ein vom DEFA-Studio für Dokumentarfilme gedrehter Film für Vorschulkinder der Reihe Der besondere Tag des Fernsehens der DDR von Ernst Cantzler aus dem Jahr 1980.

## Handlung
Aus Berlin kommend biegt ein Sattelzug der DDR-Spedition VEB Deutrans am Schönefelder Kreuz in Richtung Volksrepublik Polen ab. Am Lenkrad des Volvo F89 sitzt der Kraftfahrer Hans Hoffmann, der mit dieser Fahrt einen zehn Jahre alten Wunsch seiner etwa 16-jährigen Tochter Regina erfüllt. Denn so lange währt ihr Ansinnen, den Vater einmal bei einer Fernfahrt zu begleiten. Sie hat sich eine solche Fahrt immer bunt ausgemalt, obwohl sie immer wieder hörte, dass sie sich nicht zu viel davon versprechen sollte, denn es ist Arbeit und kein Urlaubsvergnügen.
Nun sind es bis zur Grenze noch eine Stunde Fahrzeit, hinzu kommt die Zeit am Grenzübergang von etwa einer halben Stunde und dann in Polen sind noch drei Stunden bis zum Ziel einzuplanen. Reginas Vater, ein gelernter Tischler ist jetzt bereits über 25 Jahre Fernfahrer und fährt in viele Länder. Er hat auch schon fast alles transportiert, wie Milchtüten, Holz, Turnschuhe, Maschinenteile, Campingmöbel und sogar lebende Schildkröten. Hans Hoffmann war bisher von Belgien bis in die Sowjetunion und von der Volksrepublik Bulgarien bis nach Skandinavien unterwegs. Heute sind sie auf dem Weg, um frische Erdbeeren abzuholen. Regina meint, es sieht fast alles wie in der DDR aus, nur die Ortsschilder sind anders, denn wenn man die Namen liest, bekommt man fast einen Knoten in der Zunge. Mit jedem gefahrenen Kilometer versucht Regina sich immer mehr in ihren Vater hinein zu versetzen und versteht langsam, weshalb er keinen anderen Beruf ausüben möchte. Sie sieht aber auch ein, dass eine solche Fahrt sehr anstrengend ist und keine Möglichkeiten bestehen, sich die vielen Ortschaften einmal genauer anzusehen.
Endlich sind sie am Zielort, einem kleinen Dorf, angekommen. Da Hans Hoffmann bereits mehrmals hier war, nehmen die formalen Dinge nicht viel Zeit in Anspruch und er kann sich ausruhen, während der Sattelauflieger per Hand mit den Erdbeerkörbchen beladen wird. Obwohl die Höhe des Aufliegers nicht voll ausgenutzt werden kann, da sonst die unteren Körbe vom Gewicht zerdrückt werden würden, dauert die Beladung bis in die Nacht hinein. Während der Rückfahrt liegt Regina im Bett der Fahrerkabine und lässt den vergangenen Tag noch einmal an sich vorüberziehen. Auf dem Hof, auf dem die Erdbeeren geladen wurden, wird sie sofort freudig von einem Hund begrüßt und dann lernt sie auch noch Janek kennen, der in den Ferien hier als Traktorist arbeitet. Er lässt sich Reginas Adresse geben und verspricht auch, ihr zu schreiben. Als Vater und Tochter wieder in der DDR eintreffen, ist der helle Tag bereits wieder angebrochen und Regina stellt fest, dass diese Fahrt für sie ein Abenteuer war, obwohl sie sich die Reise aufregender vorgestellt hat. Auf jeden Fall kommt sie zu dem Schluss, dass der Beruf eines Fernfahrers doch nichts für sie ist.

## Produktion und Veröffentlichung
Fernfahrer wurde als Folge der Filmreihe Der besondere Tag auf ORWO-Color Fernfahrer Hans Hoffmann und seine Tochter von der Gruppe Kinder- und Jugendfilm gedreht, aber nicht im Fernsehen der DDR gesendet. Die erste nachweisbare Aufführung erfolgte auf einer großen Leinwand am 15. Dezember 2019 im Berliner Zeughauskino.
Die Texte stammen von Manfred Kryzek und für die Dramaturgie war Erwin Nippert verantwortlich.